# Episodi di Law & Order - Unità vittime speciali (seconda stagione)

Il cast principale durante la seconda stagione:
Ice-T (Det. Odafin Tutuola), Richard Belzer (Det. John Munch), Mariska Hargitay (Det. Olivia Benson), Dann Florek (Cap. Donald Cragen), Christopher Meloni (Det. Elliot Stabler) e Stephanie March (Alexandra Cabot).

La seconda stagione della serie televisiva Law & Order - Unità vittime speciali, composta da 21 episodi, è stata trasmessa in prima visione assoluta negli Stati Uniti d'America da NBC dal 20 ottobre 2000 all'11 maggio 2001.
In Italia, la serie è stata trasmessa in prima visione a pagamento da TELE+ dal 14 febbraio al 4 luglio 2002, e in chiaro da Rete 4 dal 6 settembre al 25 ottobre 2003 (saltando l'episodio 4; poi trasmesso il 5 luglio 2005).
| nº | Titolo originale | Titolo italiano         | Prima TV USA     | Prima TV Italia  |
| -- | ---------------- | ----------------------- | ---------------- | ---------------- |
| 1  | Wrong Is Right   | Infanzia rubata         | 20 ottobre 2000  | 14 febbraio 2002 |
| 2  | Honor            | Donne coraggiose        | 27 ottobre 2000  | 21 febbraio 2002 |
| 3  | Closure: Part 2  | La parola fine 2        | 3 novembre 2000  | 28 febbraio 2002 |
| 4  | Legacy           | Orrori di famiglia      | 10 novembre 2000 | 7 marzo 2002     |
| 5  | Baby Killer      | Piccolo killer          | 17 novembre 2000 | 14 marzo 2002    |
| 6  | Noncompliance    | Schizofrenia e morte    | 24 novembre 2000 | 21 marzo 2002    |
| 7  | Asunder          | Violenze coniugali      | 1º dicembre 2000 | 28 marzo 2002    |
| 8  | Taken            | Uno stupro redditizio   | 15 dicembre 2000 | 4 aprile 2002    |
| 9  | Pixies           | Giovani fate            | 12 gennaio 2001  | 11 aprile 2002   |
| 10 | Consent          | Compagni di scuola      | 19 gennaio 2001  | 18 aprile 2002   |
| 11 | Abuse            | Abuso                   | 26 gennaio 2001  | 25 aprile 2002   |
| 12 | Secrets          | Segreti                 | 2 febbraio 2001  | 2 maggio 2002    |
| 13 | Victims          | Vittime e carnefici     | 9 febbraio 2001  | 9 maggio 2002    |
| 14 | Paranoia         | Paranoia                | 16 febbraio 2001 | 16 maggio 2002   |
| 15 | Countdown        | Countdown               | 23 febbraio 2001 | 23 maggio 2002   |
| 16 | Runaway          | Sotto inchiesta         | 2 marzo 2001     | 30 maggio 2002   |
| 17 | Folly            | Gigolò                  | 23 marzo 2001    | 6 giugno 2002    |
| 18 | Manhunt          | Caccia all'uomo         | 20 aprile 2001   | 13 giugno 2002   |
| 19 | Parasites        | Schiave dell'est        | 27 aprile 2001   | 20 giugno 2002   |
| 20 | Pique            | Madre e figlio          | 4 maggio 2001    | 27 giugno 2002   |
| 21 | Scourge          | Incapacità di intendere | 11 maggio 2001   | 4 luglio 2002    |

## Infanzia rubata
- Titolo originale: Wrong Is Right
- Diretto da: Ted Kotcheff
- Scritto da: Jeff Eckerle e David J. Burke

### Trama
La figlia di Stabler, Maureen, si trova ad assistere a una scena del crimine: l'omicidio di un uomo a cui è stato anche dato fuoco. Le indagini portano a scoprire un giro di abusi e molestie in cui la vittima era coinvolta. Intanto l'inchiesta interna sullo stato psicologico dei detective dell'Unità Vittime Speciali, dà dei risultati interessanti. Mentre Stabler viene assolto grazie all'intervento di Cragen, Monique Jeffries viene rimossa dal servizio attivo e messa alla scrivania, mentre viene rimpiazzata dal nuovo arrivato: il detective Fin Tutuola. Si unisce alla squadra anche Alexandra Cabot come Assistente Procuratore Distrettuale permanentemente assegnato al dipartimento crimini sessuali.
- Guest star: Erin Broderick (Maureen Stabler).

## Donne coraggiose
- Titolo originale: Honor
- Diretto da: Alan Metzger
- Scritto da: Jonathan Greene e Robert F. Campbell

### Trama
Il cadavere di una donna viene trovato in un parco con segni di violenza sessuale e viene identificata come Nafeesa Amir, la figlia di un diplomatico afgano, Saleh Amir. Nel corso dell'indagine, i detective scoprono che Nafeesa e suo fratello Jaleel sono stati cresciuti secondo le tradizioni talebane, in cui il delitto d'onore è considerato la giusta punizione per una donna che abbia disonorato la famiglia non seguendo le regole impostele. Sebbene la madre, Aziza Amir, sia anch'essa stata succube dei dettami estremisti per tutta la vita, l'amore per sua figlia prevale e la donna fornisce alla squadra una testimonianza fondamentale per incastrare i colpevoli, aiuto che paga però al costo della sua stessa vita.
- Guest star: Marshall Manesh (Saleh Amir), Anil Kumar (Jaleel Amir), Susham Bedi (Aziza Amir).

## La parola fine 2
- Titolo originale: Closure: Part 2
- Diretto da: Jean de Segonzac
- Scritto da: Wendy West (soggetto e sceneggiatura), Judith McCreary (sceneggiatura) e David J. Burke (sceneggiatura)

### Trama
Stabler e Benson indagano su un'aggressione sessuale molto simile a un caso a cui hanno lavorato sei mesi prima. La squadra presume che il loro principale sospettato del caso precedente sia nuovamente il colpevole. Le cose si complicano quando scoprono che l'uomo viene seguito e controllato a vista da una delle sue precedenti vittime. L'inchiesta porta inoltre i detective Munch e Tutuola a seguire il sospettato anche in un'altra città dove scoprono ulteriori vittime. Dopo un fallito processo che vede coinvolta anche la moglie contro l'aggressore, la vicenda ha un risvolto inaspettato. 
- Guest star: Doris Belack (Giudice Margaret Barry), Neil Maffin (Kenneth Cleary), Tracy Pollan (Harper Anderson).
- Questo episodio conclude la trama del decimo episodio della prima stagione: La parola fine.

## Orrori di famiglia
- Titolo originale: Legacy
- Diretto da: Jud Taylor
- Scritto da: Jeff Eckerle

### Trama
Una bambina di sette anni che ha subito degli abusi cade in coma a causa di alcune ferite riportate, i detective cercano quindi di ricostruire il suo quadro familiare dal quale emergono molti elementi disfunzionali. Mentre sua madre, suo padre e suo fratello mentono per proteggersi gli uni con gli altri, Munch si sente particolarmente coinvolto dal caso per colpa di un episodio dalle caratteristiche simili che lo ha perseguitato per anni.
- Guest star: Jennifer Dundas Lowe (Jamie McKenna), Paul Michael Valley (Randall McKenna), Adam Zolotin (Justin McKenna).

## Piccolo killer
- Titolo originale: Baby Killer
- Diretto da: Juan José Campanella
- Scritto da: Lisa Marie Petersen e Dawn DeNoon

### Trama
Per colpa di un tragico sparo accidentale muore una bambina; dal momento che la pistola era in mano a un altro bambino di sette anni, Elias, i detective cercano di ricostruire l'accaduto. Elliot e Olivia lo interrogano alla presenza dei suoi genitori, ma il caso è molto delicato viste le circostanze che fanno di Elias il sospettato di omicidio più giovane che abbiano mai interrogato. Nel frattempo, Alex discute con i suoi collaboratori riguardo a quale punizione sarebbe la più adatta sotto tutti i punti di vista. Alcuni test della balistica rivelano che Elias ha preso la pistola dopo aver assistito a un omicidio commesso con la stessa arma da alcuni membri di una gang. Durante la ricerca delle prove che dimostrino al meglio l'innocenza di Elias, i detective riescono anche a catturare un criminale ricercato.
- Guest star: Nicolas Martí Salgado (Elias Barrera), Sara Ramírez (signora Barrera), Robert Montano (signor Barrera), Carlos Leon (Nicky Crow), Jeffrey DeMunn (Procuratore Capo Charlie Phillips).

## Schizofrenia e morte
- Titolo originale: Noncompliance
- Diretto da: Elodie Keene
- Scritto da: Judith McCreary

### Trama
La squadra deve affrontare la questione dei diritti del paziente di rifiutare le medicine, quando un uomo schizofrenico viene sospettato di aver accoltellato una dottoranda in psicologia. Nonostante il parere contrario della madre, i detective convincono l'uomo a sottoporsi al trattamento medico, grazie al quale egli può sia scagionarsi che aiutare a risolvere il caso. Il prezzo da pagare per questa scelta però sarà molto alto.
- Guest star: Kevin Breznahan (Mark Nash), Kathleen Chalfant (signora Nash).

- Prima apparizione di Tamara Tunie nel ruolo della Dottoressa Melinda Warner.

## Violenze coniugali
- Titolo originale: Asunder
- Diretto da: David Platt
- Scritto da: Judith McCreary

### Trama
La squadra si trova a dover indagare su un collega, un ufficiale di polizia, quando la moglie dell'uomo lo denuncia per stupro; dall'inchiesta emergono poi numerosi elementi che indicano nella coppia un continuo e reciproco verificarsi di atti di violenza domestica. Intanto il detective Monique Jeffries lascia la squadra e presenta un reclamo di discriminazione contro la polizia di New York.
- Guest star: Nestor Serrano (Lloyd Andrews), Amy Carlson (Patricia Andrews).

## Uno stupro redditizio
- Titolo originale: Taken
- Diretto da: Michael Fields
- Scritto da: Dawn DeNoon e Lisa Marie Petersen

### Trama
Il caso di stupro di una sedicenne, durante la festa d'inaugurazione di un hotel di lusso per famiglie, ha una svolta inaspettata quando i suoi parenti stretti fanno causa all'albergo promettendo di non farne uscire uno scandalo pubblico in cambio di un risarcimento immediato.
I detective scoprono ben presto che la ragazza non è così innocente come voleva far credere, ma anzi è proprio lei a capo di un piano che ha anche incastrato un uomo innocente. Benson intanto deve affrontare la morte di sua madre.
- Guest star: Jenna Lamia (Siobhan Miller), Derek Cecil (Russell Ramsay).

## Giovani fate
- Titolo originale: Pixies
- Diretto da: Jean de Segonzac
- Scritto da: Clifton Campbell (soggetto), Jeff Eckerle (soggetto) e Tracey Stern (soggetto e sceneggiatura)

### Trama
L'indagine sull'omicidio di una giovane ginnasta, spinge inizialmente i detective a valutare l'ipotesi della pedofilia a causa di un sospetto ammiratore, ma in seguito la squadra scopre che la ragazza aveva mentito sulla propria età e il caso vede coinvolti un allenatore troppo severo e un'altra ginnasta accecata dalla rivalità.
- Guest star: Armand Schultz (Kyle Hubert), Philip Casnoff (Ilya Korska), Kate Mara (Lori).

## Compagni di scuola
- Titolo originale: Consent
- Diretto da: James Quinn
- Scritto da: Jeff Eckerle

### Trama
Una ragazza del college, Kelly D'Leah, viene violentata durante una festa della confraternita, ma non riesce a ricordare nulla di quanto successo. I detective scoprono dalle sue analisi che le era stato somministrato del GHP, una droga da stupro, elemento che li porta a sospettare che il colpevole non abbia agito da solo ma con diversi complici.
Alla fine viene scoperto che uno dei due ragazzi che ha fatto sesso con Kelly non sapeva che la ragazza fosse stata drogata, ma non si è nemmeno posto delle domande di fronte alle sue condizioni precarie. Il processo che ne consegue si rivela assai arduo per Alexandra Cabot.
- Guest star: Tammy Blanchard (Kelly D'Leah), Zak Orth (Wally Parker).

## Abuso
- Titolo originale: Abuse
- Diretto da: Richard Dobbs
- Scritto da: Gwendolyn M. Parker (soggetto), Lisa Marie Petersen (soggetto e sceneggiatura) e Dawn DeNoon (soggetto e sceneggiatura)

### Trama
Stabler e Benson sospettano una coppia di cantanti famosi di negligenza genitoriale in seguito alla tragica morte del loro bambino e temono che in particolare la noncuranza della madre spinga la loro altra figlia, Ashley, ad assumere comportamenti pericolosi. Benson nota, infatti ben presto, che i genitori sono così ossessionati dalle loro carriere da ignorare da tempo le disperate richieste di attenzione di Ashley che arriva a procurarsi persino delle ferite fisiche. Quando Benson, affezionatasi alla bambina, si spinge troppo in là con l'indagine, però, la cantante la minaccia e le fa capire di star mettendo a repentaglio la propria carriera.
- Guest star: Paul Tiesler (Corbin), Christine Andreas (Ricki Austin), Hayden Panettiere (Ashley Austin Black).

## Segreti
- Titolo originale: Secrets
- Diretto da: Arthur W. Forney
- Scritto da: Wendy West (soggetto), Robert F. Campbell (soggetto e sceneggiatura) e Jonathan Greene (soggetto e sceneggiatura)

### Trama
Lo stupro e l'omicidio di un insegnante portano i detective su una pista del tutto differente da quella iniziale quando scoprono da uno dei suoi studenti che la donna aveva una doppia vita ed era letteralmente ossessionata dal sesso, tanto da frequentare club privati dove si organizzavano incontri sessuali di gruppo.

## Vittime e carnefici
- Titolo originale: Victims
- Diretto da: Constantine Makris
- Scritto da: Nick Kendrick

### Trama
Un ex poliziotto, ora un attivista per la comunità, è il sospettato principale di una serie di omicidi di aggressori sessuali pregiudicati. L'elemento in comune tra gli uomini uccisi è una condizione patologica che spinge loro a perseguitare le loro vittime per tutta la vita. Una di queste tenta il suicidio e, mentre cerca di salvarla, Stabler si trova in una situazione di potenziale contagio da HIV.
- Guest star: Eric Roberts (Sam Winfield - non accreditato), Rosemarie DeWitt (Gloria Palmera).

## Paranoia
- Titolo originale: Paranoia
- Diretto da: Richard Dobbs
- Scritto da: Jonathan Greene e Robert F. Campbell

### Trama
Lo stupro della veterana ufficiale di polizia, che ha addestrato Olivia anni prima, viene inizialmente collegato ai debiti di gioco del suo ex-marito. Ma con il proseguimento delle indagini si profila una verità decisamente peggiore: l'aggressione sembra essere stata pianificata come una punizione e vede coinvolti tre dei suoi colleghi. Benson si scontra con il suo vecchio mentore la quale tuttavia sembra restia a testimoniare e scopre che la donna ha un grande segreto. Intanto, Stabler cerca di ignorare la mancanza di forze dovuta alle pillole contro l'HIV.
- Guest star: Khandi Alexander (Karen Smythe).

## Conto alla rovescia
- Titolo originale: Countdown
- Diretto da: Steve Shill
- Scritto da: Dawn DeNoon e Lisa Marie Petersen

### Trama
Tutta la squadra combatte contro il tempo per ritrovare una bambina rapita quando gli indizi indicano loro che il serial killer che stanno cercando, sospettato di molti altri casi analoghi, uccide le proprie vittime dopo tre giorni esatti; grazie a una vittima che è riuscita a fuggire, i detective sanno che egli segue un rituale molto preciso: durante i tre giorni l'uomo mette in scena un "Giorno della Fasta", un "Giorno delle Foto" e infine un "Giorno Speciale" durante il quale le vittime vengono prima violentate e poi uccise. Quando rintracciano l'uomo, i detective scoprono che i rapimenti sono iniziati anche prima di quanto pensassero. 
- Guest star: Jonathan Fried (Clayton Mills), Andrea Bowen (Sophie Douglas), Jeffrey DeMunn (Procuratore Capo Charlie Phillips).

## Sotto inchiesta
- Titolo originale: Runaway
- Diretto da: Richard Dobbs
- Scritto da: Nick Kendrick e David J. Burke

### Trama
La ricerca della figlia scappata di casa di un ufficiale della polizia conduce i detective nel mondo clandestino dei rave party che attrae gli adolescenti ribelli attraverso droga e prostituzione.
L'indagine viene mostrata attraverso i racconti dei membri della squadra durante i loro interrogatori da parte degli Affari Interni. L'Unità Vittime Speciali ha sfruttato l'aiuto di un informatore, Tito Frank, che purtroppo è morto durante l'operazione. Inoltre il detective Monique Jeffries, trasferitasi alla Buon Costume, ritorna temporaneamente ad aiutare i suoi ex colleghi per ritrovare la ragazza scomparsa. 
- Guest star: Darrell Hammond (Ted Bolger), Kelly Karbacz (Jill Foster), Sean Nelson (Tito Frank).
- Ultima apparizione definitiva di Michelle Hurd come Monique Jeffries.

## Gigolò
- Titolo originale: Folly
- Diretto da: Jud Taylor
- Scritto da: Todd Robinson

### Trama
Il pestaggio di un ragazzo, seguito dall'omicidio di un altro, fa scoprire alla squadra l'esistenza di un servizio di escort uomini; l'agenzia si rivela in realtà un sistema pericoloso a causa della donna che la gestisce, che sembra mandare i membri del suo staff a degli incontri potenzialmente mortali, per pura vendetta personale.
- Guest star: Eddie Cahill (Tommy Dowd), Patricia Kalember (Leslie DeSantis).

## Caccia all'uomo
- Titolo originale: Manhunt
- Diretto da: Stephen Wertimer
- Scritto da: Jeff Eckerle

### Trama
Quando i dettagli di un rapimento rivelano delle forti somiglianze con una serie di precedenti stupri e omicidi, Munch e Fin si ritrovano a dare la caccia a un serial killer, recandosi in una piccola cittadina dello stato. Il killer si dimostra molto furbo quando capisce che il suo complice è ormai bruciato e se ne sbarazza, per poi fuggire in Canada dove spera di sfruttare a proprio vantaggio la legge sull'estradizione di questo stato. Tuttavia il sostituto procuratore Alex Cabot si reca fino al tribunale dell'Ontario per cercare di volgere la situazione a favore della Squadra Vittime Speciali.
- Guest star: R.E. Rodgers (Darryl Kern), Paul Sparks (Marty Potter / Marvin Posey).

## Schiave dell'est
- Titolo originale: Parasites
- Diretto da: David Platt
- Scritto da: Martin Weiss

### Trama
Quando i resti dello scheletro di una donna vengono trovati seppelliti nel cortile di un appartamento con un collare e un guinzaglio, i detective Benson e Stabler pensano subito a una schiava sessuale. Tramite le indagini ricostruiscono che potrebbe trattarsi di Ava Parulis, un'immigrata rumena che era stata condotta negli Stati Uniti per un matrimonio combinato. 
I detective scoprono dalla gemella separata di Ava, Irina che la vittima aveva lasciato il marito, un uomo violento, e aveva preso l'abitudine di frequentare degli uomini molto ricchi da cui trarre dei vantaggi economici; tuttavia l'indagine subisce un pesante colpo di scena quando i referti dentali dello scheletro svelano la reale identità della donna morta. La squadra cerca quindi di ricostruire quando, come e perché sia avvenuto questo scambio di persona.
- Guest star: Mili Avital (Irina Burton).

## Madre e figlio
- Titolo originale: Mother & Sun
- Diretto da: Steve Shill
- Scritto da: Judith McCreary

### Trama
Grazie anche alle analisi dello psichiatra dell'FBI, George Huang, i detective riescono a far confessare il proprio sospettato e a scoprire i motivi che lo hanno portato a uccidere l'impiegata di una compagnia di software in cui lavoravano entrambi. È così che la squadra scopre la vera natura della relazione di quest'uomo disturbato con la madre (Margot Kidder) dalla personalità dominante, ma anche che l'uomo non è affatto nuovo alle aggressioni verso le donne.
- Guest star: Doris Belack (Giudice Margaret Barry), Chad Lowe (Jason Mayberry).
- Prima apparizione di BD Wong nel ruolo del Dottor George Huang.

## Incapacità di intendere
- Titolo originale: Scourge
- Diretto da: Alex Zakrzewski
- Scritto da: Neal Baer (soggetto), Robert F. Campbell (sceneggiatura) e Jonathan Greene (sceneggiatura)

### Trama
La squadra cerca un serial killer dietro i cui crimini sembrano celarsi dei deliri paranoidi di stampo religioso; si scopre in seguito che questi attacchi sono dovuti al rapido deterioramento di una condizione medica in stadio aggravato. Sebbene sappia che tutto questo l'ha portato a commettere degli omicidi efferati, la moglie dell'uomo supplica l'accusa di mostrare clemenza e di non condannarlo alla pena di morte vista la sua condizione (Neurosifilide).
- Guest star: Richard Thomas (Daniel Varney), Karen Allen (Paula Varney).